# Cry Freedom
Cry Freedom (en España: Grita libertad, en Hispanoamérica: Grito de libertad) es una película dirigida por Richard Attenborough y protagonizada por Kevin Kline y Denzel Washington.

## Argumento
Después de una noticia que describe la demolición de un barrio marginal en East London, Sudáfrica, el periodista liberal Donald Woods (Kevin Kline) busca más información sobre el incidente y se aventura para conocer al activista negro Steve Biko (Denzel Washington). Biko ha sido oficialmente prohibido por el gobierno sudafricano y no se le permite abandonar su área de prohibición definida en King William's Town. Woods se opone a la prohibición de Biko, pero sigue siendo crítico con sus opiniones políticas. Biko invita a Woods a visitar un pueblo negro para ver las condiciones de pobreza y ser testigo del efecto de las restricciones impuestas por el gobierno, que conforman el sistema de apartheid. Woods comienza a estar de acuerdo con el deseo de Biko de una Sudáfrica donde los negros tengan las mismas oportunidades y libertades que las que disfruta la población blanca. Cuando Woods llega a comprender el punto de vista de Biko, una amistad se desarrolla lentamente entre ellos.
Después de hablar en una reunión de sudafricanos negros fuera de su zona de destierro, Biko es arrestado e interrogado por las fuerzas de seguridad sudafricanas (que han sido informadas por un informante). Después de esto, lo llevan a la corte para explicar su mensaje dirigido al gobierno sudafricano. Después de que habla elocuentemente en la corte y aboga por la no violencia, los oficiales de seguridad que lo interrogaron visitan su iglesia y vandalizan la propiedad. Woods le asegura a Biko que se reunirá con un funcionario del gobierno para discutir el asunto. Woods luego se reúne con Jimmy Kruger (John Thaw), el ministro de Justicia de Sudáfrica, en su casa en Pretoria, en un intento por evitar nuevos abusos. Kruger primero expresa descontento por sus acciones; Sin embargo, Woods es acosado más tarde en su casa por las fuerzas de seguridad, quienes insinúan que sus órdenes vinieron directamente de Kruger.
Más tarde, Biko viaja a Ciudad del Cabo para hablar en una reunión dirigida por estudiantes. En el camino, las fuerzas de seguridad detienen su automóvil y lo arrestan pidiéndole que diga su nombre, y él dijo "Bantu Stephen Biko". Lo retienen en condiciones difíciles y lo golpean, causándole una lesión cerebral severa. Un médico recomienda consultar a un especialista cercano para tratar mejor sus lesiones, pero la policía se niega por temor a que pueda escapar. En cambio, las fuerzas de seguridad deciden llevarlo a un hospital policial en Pretoria, a unas 700 millas (1 200 km) de Ciudad del Cabo. Lo arrojan a la parte trasera de una camioneta de la prisión y lo conducen por un camino lleno de baches, lo que agrava su lesión cerebral y provoca su muerte.
Woods luego trabaja para exponer la complicidad de la policía en la muerte de Biko. Intenta exponer fotografías del cuerpo de Biko que contradicen los informes de la policía de que murió de una huelga de hambre, pero se le impide justo antes de abordar un avión que salga e informa que ahora está prohibido, por lo que no puede salir del país. Woods y su familia son blanco de una campaña de hostigamiento por parte de la policía de seguridad. Más tarde decide buscar asilo en Inglaterra para exponer la naturaleza corrupta y racista de las autoridades sudafricanas. Después de una larga caminata, Woods finalmente puede escapar al Reino de Lesoto, disfrazado de sacerdote. Su esposa Wendy (Penélope Wilton) y su familia más tarde se unen a él. Con la ayuda del periodista australiano Bruce Haigh (John Hargreaves), la Alta Comisión Británica en Maseru y el Gobierno de Lesoto, son trasladados bajo pasaportes de las Naciones Unidas y con un funcionario de Lesoto en territorio sudafricano, a través de Botsuana a Londres, donde se les concedió asilo político.
El epílogo de la película muestra un gráfico que detalla una larga lista de activistas contra el apartheid (incluido Biko), que murieron en circunstancias sospechosas mientras estaban encarcelados por el gobierno.

## Reparto
| Actor             | Personaje               |
| ----------------- | ----------------------- |
| Kevin Kline       | Donald Woods            |
| Denzel Washington | Steve Biko              |
| Penelope Wilton   | Wendy Woods             |
| Josette Simon     | Dra. Ramphele           |
| Juanita Waterman  | Ntsiki Biko             |
| Wabei Siyolwe     | Tenjy                   |
| John Matshikiza   | Mapetla                 |
| Evelyn Sithole    | Enfermera de la clínica |
| Xoliswa Sithole   | Enfermera de la clínica |
| James Coine       | Chico Joven             |
| Kevin McNally     | Ken                     |
| Albert Ndinda     | Alec                    |
| Andrew Whaley     | Sub                     |
| Shelley Borkum    | Recepcionista de Woods  |

## Producción
La película está basada en varios libros de Donald Woods, que narran sus relaciones con el activista negro Steve Biko. Grita Libertad fue rodada en Zimbabue y Reino Unido. En cuanto a las escenas de masas, que se ven en la película, esas se realizaron en un tercer país, en Zaire.

## Valoración histórica
En primer lugar, cabe destacar que la película se adhiere de forma correcta y fiel a lo que sucedió en la realidad. Es más, está basada en hechos reales y en la obra del propio Donald Woods, por lo que la veracidad de los hechos no queda en entredicho. Es más, se trata de una película reciente y de un tema que ha suscitado polémica, por lo que podría ser víctima de una manipulación, algo que no sucede con la película Grita Libertad.
El director narra los hechos de forma contextualizada, donde se observa el modo de vida de los sudafricanos y muestra hechos que ocurrieron en la época, como la matanza de estudiantes anteriormente mencionada. Además, se observan muchos detalles de conversaciones que ayudan al espectador a empaparse de la cuestión política y racial sudafricana.
En cuanto al punto de vista del director o los intereses de la película, se muestra claramente un intento de denuncia hacia la represión sufrida por el pueblo negro en Sudáfrica. Más allá de narrar hechos reales que no dan pie a un cambio en el relato, la óptica desde donde se cuenta la historia muestra la crueldad de los gobernantes blancos y las injusticias a las que sometían a personajes como Biko.
Además, es muy interesante señalar que Attenborough, el director, narró la película desde la perspectiva de Donald Woods para no mostrar la desesperanza que supondría realizarlo desde la perspectiva de Biko. Es más, refleja que si no hubiese sido por la actitud de Woods, las ideas de Biko no hubiesen llegado hasta nuestros oídos. Esto quizás puede ser ciertamente paternalista, como acusaba Biko a Woods en la película, ya que estamos acostumbrados a ver los problemas africanos con ojos europeos u occidentales, algo que es ciertamente inevitable. Sin embargo, el relato muestra de forma sincera las proclamas del pueblo negro y critica todo atisbo de racismo o posible paternalismo en el que se pueda caer, y se coloca claramente de parte del pueblo negro y en contra del apartheid y el racismo sufrido.
En cuanto a un posible ocultamiento de la película, es bastante real y sincera, y relata todo sin evitar ninguna parte. Sí que es cierto que en la muerte de Biko no se muestra el maltrato que recibe en el acto, simplemente las consecuencias de cómo lo dejaron. La razón podría ser por el tema de no mostrar excesiva violencia para no condicionar a cierto público. Por lo demás, no creo que la película deje algún suceso sin relatar por manipular o moldear el relato y ofrecer medias verdades. De hecho, al tratarse de una película basada en la historia de Donald Woods, si la película omitiera algo sería consecuencia de una omisión del propio Donald, ya que cualquiera puede comprobar si la película concuerda con el libro.
En conclusión, la película muestra un conflicto racial de Sudáfrica pero a fin de cuentas critica la visión racista que los blancos europeos han tenido hacia los africanos en general, y su papel opresor o colonizador como si tuviesen mayores derechos sobre sus tierras y sus formas de vida. Ahora bien, hablar de África como algo genérico es complicado, ya que cada país y territorio tiene sus características propias, y lo que está claro es que Sudáfrica sufrió el apartheid, un hecho cruel que lo refleja la película Grita Libertad.

## Frases
- Juez: ¿Por qué se hacen llamar «negros»? Parecen más marrones que negros.
- Biko: ¿Por qué ustedes se hacen llamar «blancos»?. Parecen más rosados que blancos.
- Biko: Cambia el modo de pensar de la gente y nada volverá a ser igual.
- anónimo: Eres aquel que odiaba a los negros pero se escondía por si muerden; no son monstruos, más monstruos somos nosotros que los usamos como animales

## Premios
- 1987: 3 Nominaciones al Óscar
- 1987: Festival de Berlín: Mención especial
- 1987: BAFTA: 1 Premio; 7 nominaciones